# Mihai Antonescu
Mihai Antonescu (Nucet, 1904. november 18. – Jilava, 1946. június 1.) román politikus, miniszterelnöki megbízott és külügyminiszter a második világháború idején, 1941 – 1944 között a Minisztertanács alelnöke.

## Élete
A Dămboviţa megyei Nuceten született. Iskoláit előbb, Piteștiben, majd Bukarestben végezte. 1922 – 1926 között jogi egyetemet végzett, szintén Bukarestben. Antonescu ekkoriban teljesen elhatárolódott a román szélsőjobboldaltól, az 1930-as években a Nemzeti Liberális Párt tagja lett. 1940-ben viszont propagandaminiszter lett Ion Antonescu kormányában (akinek csak névrokona volt). Ebben a tisztségében hozzájárult az antiszemita propaganda terjesztéséhez. Miután 1941-ben kitört a legionárius felkelés és ennek leverése után a szervezetet eltávolították a hatalomból, Mihai Antonescut miniszterelnöki megbízottnak nevezték a tisztséget addig betöltő Horia Sima (a Vasgárda vezére) helyére, valamint megkapta a külügyminiszteri tárcát is.
Miután 1941-ben Románia belépett a II. világháborúba, Antonescu elsődleges célkitűzése a németekkel való kapcsolat még szorosabbá tétele volt, valamint igyekezett elhárítani azokat a nemzetközi tiltakozásokat, melyek a besszarábiai zsidók mészárlása miatt érték Romániát.
A németek sztálingrádi csatavesztését követően a román kormány előtt nyilvánvalóvá vált, hogy a Harmadik Birodalom a háborút el fogja veszteni, így Antonescu marsall őt bízta meg a háborúból való kiugrás megszervezésére. Antonescu kidolgozott egy tervet, mely szerint Olaszországgal, Magyarországgal és Finnországgal közösen összefogva átállnának a szövetségesek oldalára és megtámadnák a Harmadik Birodalmat. A tárgyalások azonban nehezen haladtak, majd miután 1943-ban puccsal megbuktatták Benito Mussolinit, végleg megfeneklettek. Ezt követően Nagy Britannia és az Egyesült Államok irányába próbált orientálódni, de elvetette a szovjetekkel való egyeztetések lehetőségét. A tárgyalások azonban lassan haladtak és mikor a szovjet csapatok már Iaşi-ig jutottak, Mihály király az ún. „történelmi pártok” segítségével döntő lépésre szánta el magát: augusztus 23-án puccsal megbuktatták Ion Antonescu marsallt, híveivel együtt pedig letartóztatták, majd a király bejelentette Románia átállását a szövetségesek oldalára.
A háború után a nemzetárulási perben a Lucrețiu Pătrășcanu elnökölte bukaresti népbíróság Mihai Antonescut 13 másik vádlott társával együtt halálra ítélte, közülük 6 személy ítéletét távollétében hozták meg, 3 személy ítéletét kegyelemből életfogytiglanra módosították, a másik négy személy – Ion Antonescu marsall, Mihai Antonescu, Gheorghe Vasiliu, a román Csendőrség egykori vezetője és Gheorghe Alexianu, a Dnyeszteren túli területek egykori kormányzója – ítéletét azonban 1946. június 1-jén a jilavai börtön udvarán golyó által végrehajtották.